# Yoshie Takeshita
Yoshie Takeshita (竹下佳江?, Takeshita Yoshie; Kitakyūshū, 18 marzo 1978) è un'allenatrice di pallavolo ed ex pallavolista giapponese.
Giocava nel ruolo di palleggiatrice. Allena il Victorina Himeji

## Biografia
Yoshie Takeshita è considerata una delle palleggiatrici più forti del mondo: nonostante la sua altezza di soli 159 cm è riuscita ad imporsi all'attenzione internazionale soprattutto nel campionato mondiale del 2006 venendo premiata come miglior giocatrice del torneo. Inizia la sua carriera pallavolistica nel Shiranuijoshi High School, squadra della sua scuola per poi passare nel 1996 nel NEC Red Rockets a cui rimane legata fino al 2002 e con il quale vince due scudetti. Nel 2002 passa nel JT Marvelous, squadra con il quale ha raggiunto soltanto un secondo posto in campionato.
Yoshie Takeshita è stata una delle giocatrici più rappresentative della nazionale giapponese di cui era anche capitano: anche se con la sua nazionale non ha mai vinto alcuna competizione eccetto il campionato asiatico del 2007, ha ricevuto diversi riconoscimenti come miglior palleggiatrice. Nel 2010 vince la medaglia di bronzo al campionato mondiale 2010, mentre nel 2012 vince la medaglia di bronzo ai Giochi della XXX Olimpiade.
Il 28 settembre 2012 con un annuncio sul sito ufficiale del club comunica il suo ritiro dall'attività agonistica.

## Palmarès

### Club
- Campionato giapponese: 3

1996-97, 1999-00, 2010-11

### Nazionale (competizioni minori)
- Piemonte Woman Cup 2010

### Premi individuali
- 2003 - Coppa del Mondo: Special Award
- 2004 - Torneo di qualificazione olimpico: Miglior palleggiatrice
- 2006 - Campionato mondiale: MVP
- 2006 - Campionato mondiale: Miglior palleggiatrice
- 2008 - Torneo di qualificazione olimpico: Miglior palleggiatrice
- 2008 - World Grand Prix: Miglior palleggiatrice
- 2011 - Campionato asiatico e oceaniano: Miglior palleggiatrice
- 2011 - Coppa del Mondo: Miglior palleggiatrice